# Bouncer (computerspel)
Bouncer is een computerspel in het actiespel genre voor de Commodore Amiga, ontwikkeld door de Nederlandse ontwikkelaars Reinier van Vliet, Thijs van Rijswijk en Pieter Opdam, die samen The Incredible Trio (TIT) vormden. Bouncer werd uitgebracht in 1987 door het Duitse Diamond Games, een onderdeel van het Britse Robtek.

## Eerste Nederlandse Amiga game
Bouncer was de eerste Nederlandse Amiga game die op de markt werd gebracht, in hetzelfde jaar dat de Amiga-modellen 500 en 2000 werden geïntroduceerd. De ontwikkelaars behoren hiermee ook tot de eerste Nederlandse game developers, een jaar voordat het Nederlandse Commodore 64 spel Hawkeye werd uitgebracht.

## Soft Eyes / Team Hoi
Ontwikkelaars Reinier van Vliet en Pieter Opdam vormden niet lang na de publicatie van Bouncer een nieuw development team genaamd Soft Eyes met de ontwerper Metin Seven en componist Ramon Braumuller, dat vervolgens overging in Team Hoi.

## Platforms
| Jaar | Platform |
| ---- | -------- |
| 1987 | Amiga    |

## Ontvangst
| Beoordeeld door | Platform | Datum      | Score |
| --------------- | -------- | ---------- | ----- |
| Génération 4    | Amiga    | maart 1988 | 25%   |